# USS West Virginia (BB-48)
USS West Virginia (BB-48) – amerykański pancernik typu Colorado. Był drugim okrętem w historii US Navy noszącym nazwę 35 stanu USA. Poważnie uszkodzony w ataku na Pearl Harbor.

## Historia

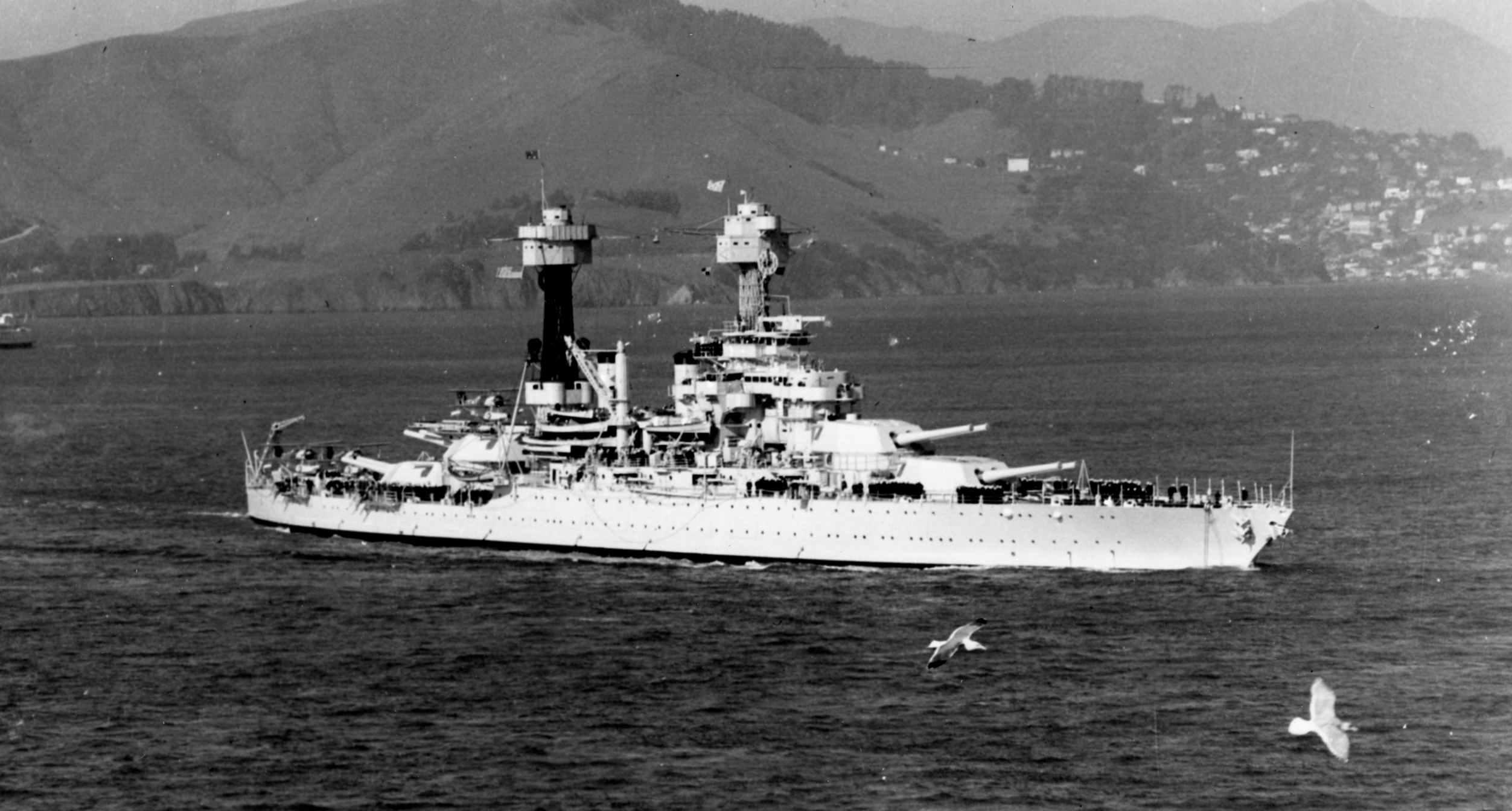
USS West Virginia w San Francisco w 1934 r.

Stępkę pod USS „West Virginia” położono 12 kwietnia 1920 w stoczni Newport News Shipbuilding w Newport News. Wodowanie okrętu miało miejsce 17 listopada 1921, a oddanie do służby miało miejsce 1 grudnia 1923. Do czasu wybuchu II wojny światowej okręt uczestniczył w wielu manewrach, ćwiczeniach i wizytach kurtuazyjnych. Za swoją służbę wielokrotnie zdobywał odznaczenia przyznawane najlepszym jednostkom US Navy.
Podczas ataku na Pearl Harbor 7 grudnia 1941 „West Virginia” została trafiona przez 9 torped, w tym jedną wystrzeloną z miniaturowego okrętu podwodnego (ta ostatnia informacja jest niepotwierdzona i raczej mało prawdopodobna). Okręt otrzymał także dwa trafienia ciężkimi przeciwpancernymi bombami lotniczymi o masie 800 kg i pięć trafień bombami zapalającymi o masie 60 kg. W wyniku ataku ciężko uszkodzony okręt osiadł na dnie portu, a na jego pokładzie zginęło kilkudziesięciu marynarzy. Przyczyny osadzenia tego potężnego pancernika na dnie były analogiczne do tych, jakie sprowadziły zagładę na USS Oklahoma. Siedem torped uderzyło w nieprzygotowany do walki okręt w ciągu kilku minut, co spowodowało silny przechył na lewą burtę. Przechyłu nie zdążono wyrównać nim kolejne dwie torpedy detonowały tuż obok siebie powyżej pancerza burtowego, na wysokości drugiego pokładu, gdzie nie było grodzi wzdłużnych i woda kaskadami wdarła się do wnętrza. Wówczas stracono szanse na ocalenie pancernika. Szybkie kontr-balastowanie pozwoliło jedynie uchronić okręt od wywrócenia dnem do góry. Po doświadczeniach wyniesionych z Pearl Harbor wszystkie nowe i przebudowywane pancerniki amerykańskie otrzymały stałe grodzie wodoszczelne także powyżej pokładu drugiego.
Po podniesieniu z dna w maju 1942 okręt przeholowano do stoczni Puget Sound Navy Yard. W czasie remontu okręt poddano całkowitej przebudowie. Prace zakończyły się w lipcu 1944 po czym pancernik ponownie wszedł do czynnej służby. 25 października 1944 USS „West Virginia” wziął udział w bitwie o Leyte, gdzie jego celny ostrzał przyczynił się do zatonięcia japońskiego pancernika „Yamashiro”. W kolejnych miesiącach ogniem artylerii głównej wspierał walki na Iwo Jimie i Okinawie.